# Вольфенбютельский кодекс

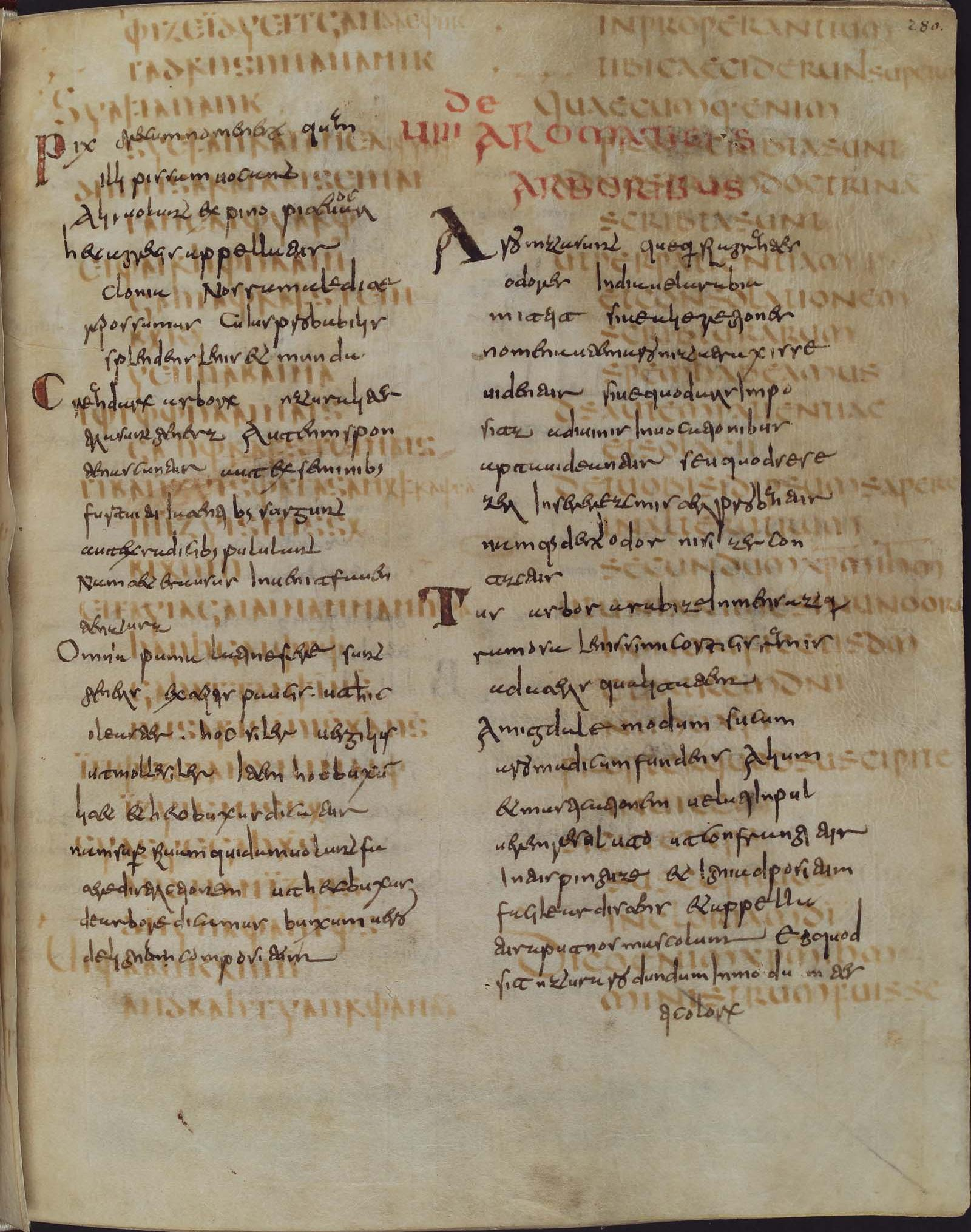
Лист 280 кодекса с текстом. Первоначальный унциальный текст отчётливо виден за поздней записью

Вольфенбютельский кодекс (лат. Codex Guelferbytanus, именуется также лат. Codex Carolinus, инвентарный номер 4148) — пергаментная рукопись Нового Завета, предположительно, VI века. Палимпсест, содержит параллельные старолатинский и готский тексты Послания к Римлянам; сохранилось всего 4 листа и около 40 стихов библейского текста. Хранится в Вольфенбютеле в Библиотеке герцога Августа. Традиционная сигла — w, Car для готского текста и gue — для латинского; по классификации Бойронского института имеет № 79.

## Описание
Текст кодекса представляет один из немногих фрагментов как готского перевода Библии, так и старолатинского текста. Первоначально переписанный текст был позднее смыт и использован для переписывания другой рукописи, в составе которой сохранились 4 листа. Готский текст рукописи плохо поддаётся прочтению и неоднократно пересматривался и реконструировался. Сохранившиеся листы идут не по порядку, в составе Вольфенбюттельского кодекса это 255, 256, 277, 280. Они содержат около 40 стихов текста Рим. 11:33-12:5, Рим. 12:17-13:5, Рим. 14:9-20, Рим. 15:3-8. Размер листов — 26,5 × 21,5 см. Текст записан в две колонки по 27 строк, левая колонка — готский текст, правая — старолатинский. На смытом готско-латинском тексте примерно в XI веке были переписаны «Этимологии» Исидора Севильского.
Сохранившийся текст не имеет разбиения, принятого в те времена. Латинский и готский текст содержит стандартные сокращения под надстрочной чертой, аналогичной церковнославянскому титлу (Nomina sacra) — ihm (Iesum), ihu (Iesu). Текст кодекса имеет некоторое значение для исследования текстологии Послания к Римлянам. Предполагается, что латинский текст близок к оригиналу, с которого переписывались старолатинские рукописи 75, 77 и 89. Латинский текст исправлен по готскому.

## История

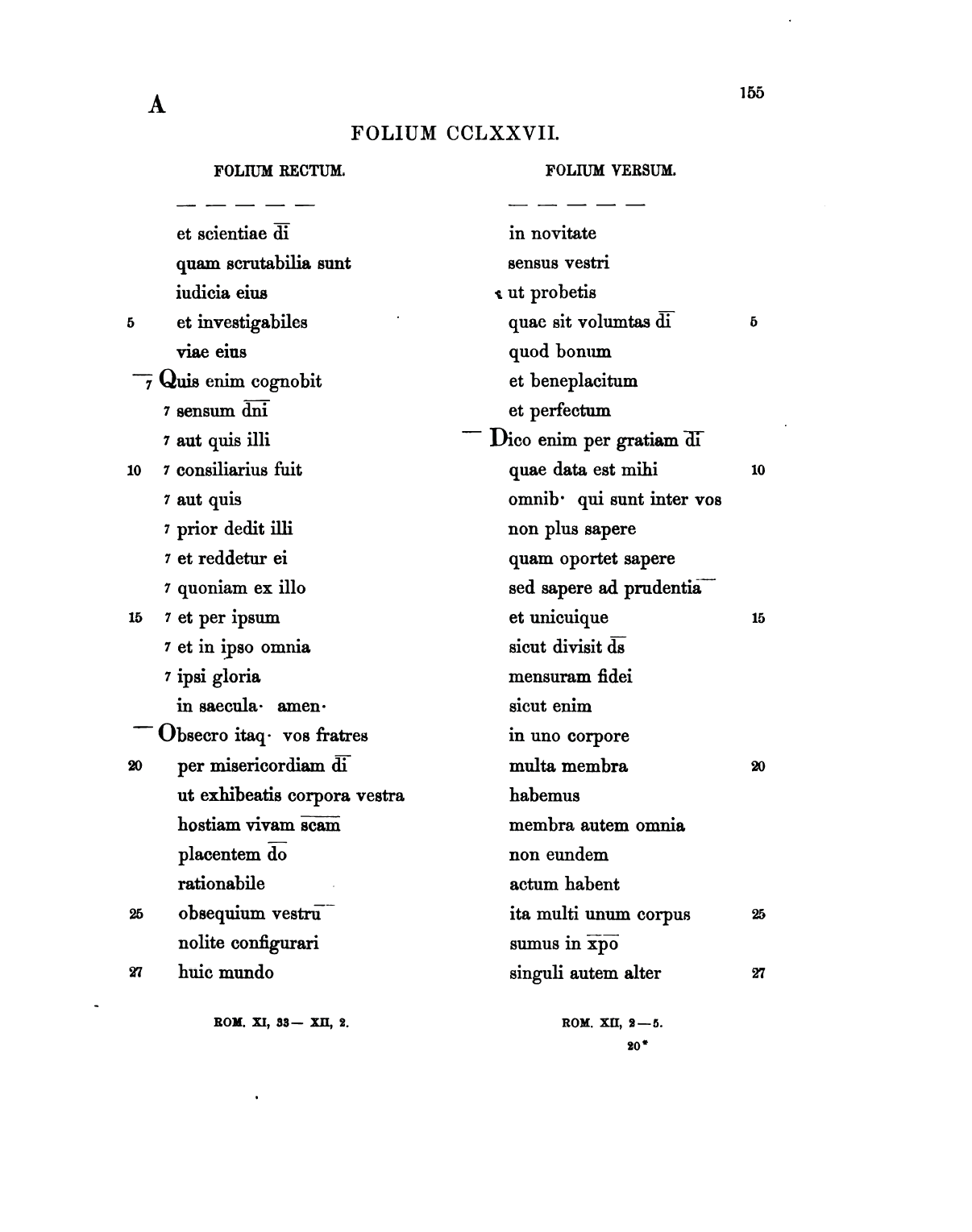
Латинский текст в издании Тишендорфа 1855 года

Никаких достоверных сведений о времени, месте и обстоятельствах создания рукописи нет. По-видимому, она была переписана в Италии, как и все остальные дошедшие до нас готские рукописи Писания. Далее она попала в Аббатство Боббио, где и была смыта. Далее кодекс последовательно побывал в библиотечных собраниях Вайссенбурга, Майнца и Праги. В 1689 году кодекс был приобретён для Вольфенбюттельской библиотеки, где и хранится до сих пор.
Рукопись была обнаружена в 1752 году Якобом Хойзингером, но его интересовали только греческие тексты, уцелевшие в виде палимпсеста. В 1756 году Франц Книттель обнаружил в составе рукописи и готско-латинскую диглотту, которую опубликовал в 1763 году. В его публикации все сокращения были раскрыты, но исследователь допустил много ошибок и не смог прочитать большое количество слов, оставив пробелы в реконструированном тексте. Новое прочтение текста предложил Константин Тишендорф, его публикация вышла в 1855 году. Как обычно в своих изданиях, Тишендорф старался воспроизвести все характерные особенности оригинала, в том числе ошибки и сокращения, число строк и знаков в строке. Новое исследование и издание текста последовало после этого только в 1999 году; оно было проведено Карлой Фаллуомини (Туринский университет).